# Ray Podloski
Ray Podloski (Edmonton, 5 gennaio 1966 – Edmonton, 29 maggio 2018) è stato un hockeista su ghiaccio canadese naturalizzato austriaco, di ruolo centro.

## Carriera
Podloski si mise in luce con la maglia dei Portland Winter Hawks, con cui vinse la Memorial Cup 1982-1983, la prima edizione con quattro squadre partecipanti. Parteciperà anche all'edizione 1985-1986.
Venne scelto dai Boston Bruins al draft 1984, al secondo giro, come 40ª scelta assoluta.
Il suo esordio nel professionismo fu con la maglia dei Moncton Golden Flames in American Hockey League, nella stagione 1986-1987. Passo poi ai Maine Mariners per le due stagioni successive, durante la seconda delle quali esordì anche in NHL, raccogliendo 8 presenze coi Bruins.
Nella stagione 1989-1990 giocò esclusivamente con il Team Canada, prima di trasferirsi in Europa, dove ha giocato per il resto della sua carriera. In Germania ha vestito le maglie di EHC 80 Nürnberg in seconda serie (1990-1992) e dei Kassel Huskies in Deutsche Eishockey-Liga (nella seconda parte della stagione 1997-1998); in Italia ha vestito la maglia dell'Hockey Club Bolzano nella stagione 1993-1994, vincendo un'Alpenliga, e - brevemente - dell'Asiago Hockey AS (per gli ultimi incontri della stagione regolare e per i play-off della stagione 1994-1995); in Danimarca ha invece giocato coi Vojens Lions nella stagione 1999-2000.
La maggior parte della carriera la trascorse tuttavia nella massima lega austriaca, dove ha giocato con KAC (1992-1993), EHC Lustenau (a più riprese: nel 1995-1996, nella prima parte della stagione successiva - giocata in seconda serie, e poi dal 2000 al 2002), Kapfenberger SV (nella seconda parte della stagione 1996-1997 e nella prima parte della successiva), Villacher SV (1998-1999), EHC Linz (2002-2003) e Vienna Capitals (2003-2005). Ha vinto complessivamente tre titoli.
Avendo anche cittadinanza austriaca, Podloski disputò il mondiale del 1999 con la nazionale austriaca.
Dopo il ritiro aprì ad Edmonton la propria scuola di hockey su ghiaccio la Podloski Hockey Training.
È morto all'età di 52 anni in seguito ad un infarto.

## Palmarès
- Campionato austriaco: 3

Villach: 1998-1999
Linz: 2002-2003
Vienna Capitals: 2004-2005
- Alpenliga: 1

Bolzano: 1993-1994